# Nastri d'argento 1949
Els Nastri d'argento 1949 foren la quarta edició de l'entrega dels premis Nastro d'Argento (Cinta de plata).

## Guanyadors

### Millor llargmetratge
- El lladre de bicicletes de Vittorio De Sica

### Millor director
- Vittorio De Sica - El lladre de bicicletes
- Giuseppe De Santis - Caccia tragica

### Millor argument
- Cesare Zavattini - El lladre de bicicletes

### Millor guió
- Cesare Zavattini, Vittorio De Sica, Suso Cecchi d'Amico, Oreste Biancoli, Adolfo Franci i Gerardo Guerrieri - El lladre de bicicletes

### Millor fotografia
- Carlo Mortuori - El lladre de bicicletes

### Millor banda sonora
- Alessandro Cicognini - El lladre de bicicletes

### Millor interpretació de protagonista femenina
- Anna Magnani - L'amore

### Millor interpretació de protagonista masculí
- Massimo Girotti - In nome della legge

### Millor interpretació femenina de repartiment
- Giulietta Masina - Senza pietà

### Millor interpretació masculí de repartiment
- Saro Urzì - In nome della legge

### Millor documental
- Isole della laguna de Luciano Emmer

### Premi especial per elevada qualitat artística
- Pietro Germi - In nome della legge
- Renato Castellani - Sotto il sole di Roma

### Millor pel·lícula estrangera
- Le Diable au corps de Claude Autant-Lara